# Nívea Soares
Nívea Soares (Belo Horizonte, 1976. július 25. –) brazil énekes, zeneszerző, lelkész, televízióműsor-vezető és dalszerző. Keresztény családban nőtt fel, négy gyermek közül a legfiatalabb. A Diante do Trono vallásos együttes tagja.

## Szólókarrierje
- Reina Sobre Mim (2003)
- Enche-me de Ti (2005)
- Fan the Fire (2006)
- Rio (2007)
- Acústico (2009)
- Nívea Soares Diante do Trono (2009)
- Emanuel (2010)
- Glória e Honra (2012)
- 10 Anos (2013)
- Reino de Justiça (2016)